# Cladonia spinea
Cladonia spinea är en lavart som beskrevs av Ahti. Cladonia spinea ingår i släktet Cladonia och familjen Cladoniaceae.   Inga underarter finns listade i Catalogue of Life.